# Tagoropsis hecqui
Tagoropsis hecqui är en fjärilsart som beskrevs av Thierry Bouyer 1989. Tagoropsis hecqui ingår i släktet Tagoropsis och familjen påfågelsspinnare. Inga underarter finns listade i Catalogue of Life.